# Referendum in Tschechien über den Beitritt zur Europäischen Union

EU-Osterweiterung 2004:

Am 13. und 14. Juni 2003 fand ein Referendum in Tschechien über den Beitritt zur Europäischen Union statt. In dem Referendum hatten die Wähler darüber zu entscheiden, ob sie dem für den 1. Januar 2004 geplanten Beitritt des Landes zur Europäischen Union zustimmten. Im Ergebnis gewannen die Befürworter eines EU-Beitrittes mit 77,33 % bei einer Wahlbeteiligung von 55,21 %.

## Hintergrund
Insgesamt handelte es sich um das siebte Referendum, das in einem Mitgliedsstaat der Europäischen Union über die Frage des Beitritts eines Landes abgehalten wurde und eines von insgesamt 9 Referenden vor der EU-Erweiterung 2004. Eine Woche zuvor hatten die Wähler Polens dem Beitritt ihres Landes zur Europäischen Union in einem ähnlichen Referendum zugestimmt.
Fast alle politischen Parteien Tschechiens befürworteten den EU-Beitritt des Landes. Die konservative Demokratische Bürgerpartei (Občanská demokratická strana) sprach sich zwar offiziell für den Beitritt aus, nahm jedoch nicht aktiv an der Abstimmungskampagne teil. Mit Václav Klaus war am 28. Februar 2003 kurz vor dem Referendum noch ein bekennender Euroskeptiker zum Präsidenten Tschechiens gewählt worden. Die gegen den Beitritt eingestellte Kommunistische Partei Böhmens und Mährens zeigte sich in der Beitrittsfrage ambivalent und zerstritten. Die Republikanische Partei (SPR-RSČ) am rechten Spektrum lehnte den EU-Beitritt ebenfalls ab.

## Ergebnisse
Bei dem Referendum sollten die Wahlberechtigten in der Tschechischen Republik darüber abstimmen, ob sie – wie im Beitrittsgesetz vorgeschlagen – der Europäischen Union beitreten wollen oder nicht. Das Referendum brachte folgendes Ergebnis:
| Wahl                                | Stimmen   | Prozent |
| ----------------------------------- | --------- | ------- |
| Ja                                  | 3.446.758 | 77,3    |
| Nein                                | 1.010.448 | 22,7    |
| Ungültige Stimmen                   | 100.754   | –       |
| Gesamt                              | 4.560.399 | 100     |
| Registrierte Wähler/Wahlbeteiligung | 8.259.525 | 55,21   |

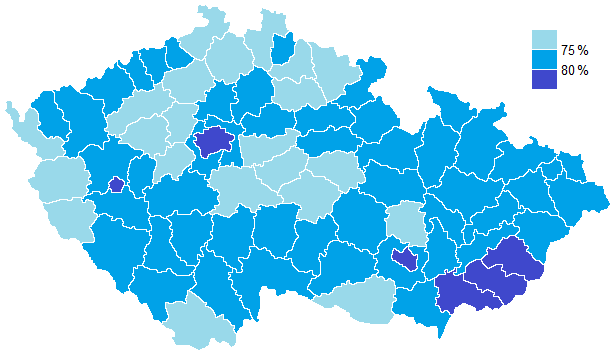
In allen Stimmbezirken Tschechiens ergab sich eine eindeutige Mehrheit für die Beitritts-Befürworter

Die folgende Tabelle zeigt die Ergebnisse nach den einzelnen Regionen Tschechiens. In allen Regionen wurde der EU-Beitritt mit großer Mehrheit befürwortet.
| Region                          | Ja (Prozent) | Nein (Prozent) | Wahlbeteiligung (Prozent) | Ungültige Stimmen (Prozent) |
| ------------------------------- | ------------ | -------------- | ------------------------- | --------------------------- |
| Prag                            | 80,16        | 19,84          | 57,75                     | 1,17                        |
| Mittelböhmische Region          | 75,38        | 24,62          | 57,70                     | 1,25                        |
| Südböhmische Region             | 76,17        | 23,83          | 55,62                     | 1,06                        |
| Pilsener Region                 | 76,90        | 23,10          | 55,99                     | 1,13                        |
| Karlsbader Region               | 76,54        | 23,46          | 51,15                     | 1,12                        |
| Aussiger Region                 | 75,65        | 24,35          | 50,00                     | 1,15                        |
| Reichenberger Region            | 73,82        | 26,18          | 56,42                     | 1,25                        |
| Königgrätzer Region             | 76,20        | 23,80          | 59,37                     | 1,32                        |
| Pardubitzer Region              | 76,09        | 23,91          | 57,69                     | 1,28                        |
| Region Hochland                 | 75,99        | 24,01          | 57,25                     | 1,15                        |
| Südmährische Region             | 78,31        | 21,69          | 55,57                     | 1,21                        |
| Olmützer Region                 | 77,03        | 22,97          | 54,44                     | 1,28                        |
| Region Zlin                     | 80,47        | 19,53          | 56,24                     | 1,41                        |
| Mährisch-Schlesische Region     | 79,08        | 20,92          | 49,54                     | 1,27                        |
| Tschechische Republik insgesamt | 77,33        | 22,67          | 55,18                     | 1,22                        |